# 掃黑風暴
《掃黑風暴》（英語：Crime Crackdown）是2021年播映的中國大陸警匪電視劇，由五百执导，並由孫紅雷、張藝興、刘奕君領銜主演。該劇根據中央政法委篩選的真實案例改編，包括轟動全國的孫小果案、操場埋屍案、湖南文烈宏涉黑案、海南黃鴻發案等。於2020年9月份开机，並於1月全員殺青。於2021年8月9日在東方衛視和北京衛視首播，并在腾讯视频同步播出。

## 播出平台
| 頻道       | 所在地   | 播映日期               | 播出時間                                                | 備註           |
| 东方卫视   | 中国大陆 | 2021年8月9日–9月9日    | 19点30分播放 8月12日起21点10分播放，周六提前至20ː25播出 |                |
| 北京卫视   | 中国大陆 | 2021年8月9日–9月9日    | 19点30分播放 8月12日起21点10分播放，周六提前至20ː25播出 |                |
| 腾讯视频   | 中国大陆 | 2021年8月9日–9月23日   | 每周一到周六22点更新1集                                 | 会员20点抢先看 |
| CCTV-8     | 中国大陆 | 2021年8月12日–9月9日   |                                                         |                |
| 廣東衛視   | 中国大陆 | 2021年10月19日         | 每晚19:30                                               |                |
| 港台電視31 | 香港     | 2022年9月13日–10月27日 | 星期一至五21：30                                        | 國劇夜場時段   |
| 江苏卫视   | 中国大陆 | 待定                   | 待定                                                    |                |
| CCTV-14    | 中国大陆 | 待定                   | 待定                                                    |                |

## 劇情介紹
身为一線刑警的李成陽（孫紅雷 飾），不斷遭到保護傘的打擊，黑惡勢力的陷害，甚至頂頭上司，公安局長等人為了阻止他的調查而構陷他，導致他身陷囹圄，最終在中政委和中央督導組的指揮和領導下重獲自由，後來他聯合公檢法司各部門，將盤踞在中江市十幾年的兩大黑惡勢力團伙一網打盡，並將黑惡勢力的保護傘和腐敗的政府官員繩之以法，還中江政壇一個乾淨的政治生態，還中江百姓一個清朗的社會環境。

## 演員表

### 主要人物
| 演員   | 角色   | 介紹 |
| 孙红雷 | 李成陽 | 一線刑警，14年前被插贓嫁禍收賄款後逐出警隊，後來成為新帥集團常務副總裁兼法律顧問，最後又穿回了警服，並和于京京在一起。 是所有奋战在反黑工作方面的杰出工作者的缩影 |
| 張藝興 | 林浩   | 青年刑警，熱血，一心為公義。父親林漢是位刑警，也是李成陽師父，後與黃希有一子。 原型为孙小果的亲哥哥，是一名党员，23岁就成为武警警官，工作出色。                   |
| 劉奕君 | 何勇   | 915專案組組長，與李成陽是警校的同學。 原型为前云南省第一监狱纪委书记何绍平                                                                                        |

### 其他演員
| 演員   | 角色         | 介紹 |
| 吴越   | 贺芸         | 綠藤市公安局常務副局长，市公安局掃黑辦主任，孙兴（高赫）生母，多次包庇孫興，知道林漢事件真相，後自首 原型为孙鹤予                   |
| 江疏影 | 黄希         | 栏目记者，贺芸的外甥女，後與林浩有一子                                                                                              |
| 王志飞 | 高明遠       | 綠藤市長藤資本董事長，孙兴的生父 原型為文烈宏，人脈極廣，犯下多起案件後被判死刑                                                     |
| 刘之冰 | 駱山河       | 中央掃黑除惡第三十六督導組組長 |
| 吳曉亮 | 孙兴（高赫） | 裸贷公司和夜總會老板，高明远和贺芸的儿子 原型為孫小果，後被判死刑                                                                   |
| 宁理   | 馬帥         | 綠藤市新帥集團董事長，李麗涓的丈夫，目擊麥自立被殺，後在獄中被毒死                                                                  |
| 车晓   | 李麗涓       | 綠藤市新帥集團董事，馬帥的太太，知道馬帥與董耀的秘密                                                                                |
| 苏可   | 大江         | 李成阳最好的哥们，和邢凡曾是情侶關係，為了保護陳建波，与老宁同歸於盡                                                                |
| 譚凱   | 董耀         | 中江省綠藤市石門區區長，受高明遠指使殺死麥自立。后自首                                                                              |
| 侯長榮 | 趙立根       | 中江省省委政法委常務副書記，省掃黑辦主任                                                                                            |
| 孙浩   | 胡笑伟       | 派出所所长，幫高明遠做事收賄。后自首                                                                                                |
| 周曉鷗 | 陳建波       | 綠藤市建安民爆公司老闆，人稱“綠藤炮王”，14年前埋麥自立屍體的人                                                                      |
| 王駿迪 | 鄭毅紅       | 綠藤市合眾議傳媒公司總裁，高明遠的義女也是合伙人，專幫高明遠收手尾，被逮後得知高明远要杀她灭口，供出一切真相 原型为文烈宏的女儿文雅 |
| 周知   | 于京京       | 小魚馄饨老闆娘，跟李成陽認識多年互產情愫，最终和李成陽在一起。                                                                      |
| 趙小銳 | 曹鵬         | 伊河村支书 |
| 鄭曉寧 | 王政         | 中江省省委常委，常務副省長，收賄替高明遠辦事，掩蓋真相。后被捕                                                                      |
| 姜瑞佳 | 麥佳         | 高明遠的情婦，原名麥萌萌，麦自立和薛梅之女 原型为邓世平的女儿邓铃                                                                   |
| 葛四   | 老宁         | 高明远的杀手，殺害薛梅并埋屍，后為了殺害陳建波和大江打起來，与大江同歸於盡                                                          |
| 孙筱钧 | 瘸三         | 孙兴的手下 |
| 姜寒   | 曹晓峰       | 曹鹏之子，在李成陽挖掘麥自立屍體時帶人鬧事                                                                                          |
| 齐超   | 软蛋         | 全名阮晓帆，黑社会骨干 |
| 李飞   | 剃刀         | |
| 魏子昕 | 赵卫国       | |
| 郭秋成 | 谢中林       | 绿藤市市长 |
| 张弓   | 吴天德       | 收賄後幫助孫興順利逃脫死刑 |
| 文予琪 | 苏小暖       | |
| 刘扬   | 刘铭         | |
| 王妍之 | 邢凡         | 邢非妹妹，和大江曾是情侶關係 |
| 张皓然 | 邢非         | 邢凡哥哥 |
| 杨雨潼 | 徐英子       | 為了弟弟的和解金借了裸貸，林浩的同学，發現弟弟自殺後也隨之跳樓自殺 原型为孙小果案的被害人张某（化名张苑）                           |
| 张浩天 | 索东         | |
| 刘柠昊 | 徐小山       | 徐英子的弟弟，因為偷拍孫興並勒索而被送進警局，後被老宁灭口偽裝成自殺                                                                |
| 单思杰 | 小方         | |
| 陈芷琰 | 马静雅       | |
| 曹艳艳 | 薛梅         | 麥自立妻子，麥萌萌母親。想向督导组告状，被灭口。 原型为邓世平之妻谭春华                                                             |
| 杨奇雨 | 杨冬         | 原型為黃鴻發 |
| 周凯文 | 裴伟         | |
| 田璐   | 于大胜       | |
| 成止微 | 小敏         | 借高利貸後誤入歧途的女孩 |
| 项洪   | 小敏妈       | |
| 周涌海 | 蜘蛛哥       | |
| 李先亮 | 菜贩老贾     | |
| 周宸阳 | 彭小千       | |
| 常诚   | 雷子         | |
| 栾茗媛 | 丁霞         | |
| 丁志勇 | 齐大力       | |
| 张继南 | 项天         | |
| 王志刚 | 麦自立       | 村村通工程監理，林汉的同学，受高明遠指使被董耀锤杀 原型為新晃一中操場埋屍案被害人鄧世平                                             |
| 朱怀旭 | 林浩奶奶     | |
| 付美   | 思思         | 曾借裸貸，因為償還不起昂貴利息被迫在鳳凰夜總會工作，後和黃希聯手收集證據                                                            |
| 赵晓光 | 宋涛         | 綠藤市公安局法醫 |
| 曹阳   | 杨冬母亲     | |
| 单文彬 | 思杨         | |
| 吕昕   | 于京京母亲   | |

## 原型
该剧的主线均以轰动全国的大案作为原型而改编，其中有
- 孙小果案
- 邓世平案
- 文烈宏案
- 黄鸿发案

## 电视原声带
| 曲序 | 曲目               |                      | 作曲   | 编曲   | 演唱         |
| ---- | ------------------ | -------------------- | ------ | ------ | ------------ |
| 1.   | 守护（片尾曲）     | 宋青松、李跃、董穎達 | 董穎達 | 董穎達 | 郑云龙       |
| 2.   | 理想（插曲）       | 董穎達               | 董穎達 | 董穎達 | GAI          |
| 3.   | 灰（插曲）         | 李跃、董穎達、峰     | 董穎達 | 董穎達 | 毛阿敏       |
| 4.   | 兄弟（插曲）       | 董穎達               | 董穎達 | 宋雨   | 孫浩         |
| 5.   | 我的好兄弟（插曲） | 高進                 | 高進   | 高進   | 高進＆小沈楊 |

## 記事
- 該劇是孫紅雷，張藝興，江疏影和車曉繼《好先生》之後再次合作電視劇作品。
- 网络上另有片源称是“送审样片”的27集泄露版的私下流通售价仅为6.66元，此时腾讯视频的付费超前点播才能看到第19集，对此腾讯旗下企鹅影视呼吁尊重版权，并表示已经报警。[4]

2021年9月1日，澎湃新闻報道有網民曹祺（化名）發現《掃黑風暴》的片頭在無授權下使用了自己在視頻分享網站「新片場」上傳的延時視頻，曹祺表示已經尋找律師維權。9月2日，《掃黑風暴》製作組回應素材是在7月21日從素材分享網站「VJshi網」上購買，已經聯絡VJshi網進行調查，同日晚上VJshi網發表聲明，是某合作用戶違規上傳作品，根據合作協議，產生的侵權和經濟方面責任，由供稿人承擔。